# 21e cérémonie des Oscars
La 21e cérémonie des Oscars du cinéma s'est déroulée le 24 mars 1949 au RKO Pantages Theatre d'Hollywood.

## Palmarès et nominations
Les gagnants sont indiqués ci-dessous en premier de chaque catégorie et en caractères gras.

### Meilleur film
- Hamlet, produit par J. Arthur Rank-Two Cities Films
  - Johnny Belinda, produit par Warner Bros.
  - Les Chaussons rouges (The Red Shoes), produit par J. Arthur Rank-Archers Films Production
  - La Fosse aux serpents (The Snake Pit), produit par 20th Century Fox
  - Le Trésor de la Sierra Madre (The Treasure of the Sierra Madre), produit par Warner Bros.

### Meilleur réalisateur
- John Huston pour Le Trésor de la Sierra Madre (The Treasure of the Sierra Madre) 
  - Anatole Litvak pour La Fosse aux serpents (The Snake Pit)
  - Jean Negulesco pour Johnny Belinda
  - Laurence Olivier pour Hamlet
  - Fred Zinnemann pour Les Anges marqués (The Search)

### Meilleur acteur
- Laurence Olivier pour le rôle d'Hamlet dans Hamlet
  - Lew Ayres pour le rôle du Dr. Robert Richardson dans Johnny Belinda
  - Montgomery Clift pour le rôle de Ralph Stevenson dans Les Anges marqués (The Search)
  - Dan Dailey pour le rôle de Skid dans À toi pour la vie (When My Baby Smiles at Me)
  - Clifton Webb pour le rôle de Lynn Belvedere dans Bonne à tout faire (Sitting Pretty)

### Meilleure actrice
- Jane Wyman pour le rôle de Belinda McDonald dans Johnny Belinda
  - Ingrid Bergman pour le rôle de Jeanne d'Arc dans Jeanne d'Arc (Joan of Arc)
  - Olivia de Havilland pour le rôle de Virginia Stuart Cunningham dans La Fosse aux serpents (The Snake Pit)
  - Irene Dunne pour le rôle de Mama dans Tendresse (I Remember Mama)
  - Barbara Stanwyck pour le rôle de Leona Stevenson dans Raccrochez, c'est une erreur (Sorry, Wrong Number)

### Meilleur acteur dans un second rôle
- Walter Huston pour le rôle d'Howard dans Le Trésor de la Sierra Madre (The Treasure of the Sierra Madre) 
  - Charles Bickford pour le rôle de Black McDonald dans Johnny Belinda
  - Jose Ferrer pour le rôle de Charles VII dans Jeanne d'Arc (Joan of Arc)
  - Oscar Homolka pour le rôle d'Oncle Chris dans Tendresse (I Remember Mama)
  - Cecil Kellaway pour le rôle d'Horace dans L'Énigmatique Monsieur Horace (The Luck of the Irish)

### Meilleure actrice dans un second rôle
- Claire Trevor pour le rôle de Gaye dans Key Largo
  - Barbara Bel Geddes pour le rôle de Katrin dans Tendresse (I Remember Mama)
  - Ellen Corby pour le rôle de Tante Trina dans Tendresse (I Remember Mama)
  - Agnes Moorehead pour le rôle d'Aggie McDonald dans Johnny Belinda
  - Jean Simmons pour le rôle d'Ophélie dans Hamlet

### Meilleure histoire originale
- Richard Schweizer et David Wechsler pour Les Anges marqués (The Search)
  - Robert Flaherty et Frances Flaherty pour Louisiana Story
  - Malvin Wald pour La Cité sans voiles (The Naked City)
  - Borden Chase pour La Rivière rouge (Red River)
  - Emeric Pressburger pour Les Chaussons rouges (The Red Shoes)

### Meilleur scénario adapté
- John Huston pour Le Trésor de la Sierra Madre (The Treasure of the Sierra Madre)
  - Charles Brackett, Billy Wilder et Richard L. Breen pour La Scandaleuse de Berlin (A Foreign Affair)
  - Irma von Cube et Allen Vincent pour Johnny Belinda
  - Richard Schweizer et David Wechsler pour Les Anges marqués (The Search)
  - Frank Partos (en) et Millen Brand (en) pour La Fosse aux serpents (The Snake Pit)

### Meilleure photographie

#### En noir et blanc
- William H. Daniels pour La Cité sans voiles (The Naked City)
  - Charles B. Lang, Jr. pour La Scandaleuse de Berlin (A Foreign Affair)
  - Nicholas Musuraca pour Tendresse (I Remember Mama)
  - Ted McCord pour Johnny Belinda
  - Joseph H. August pour Le Portrait de Jennie (Portrait of Jennie)

#### En couleurs
- Joseph Valentine, William V. Skall et Winton Hoch pour Jeanne d'Arc (Joan of Arc)
  - Charles G. Clarke pour Alerte au ranch (Green Grass of Wyoming)
  - William Snyder pour Les Amours de Carmen (The Loves of Carmen)
  - Robert H. Planck pour Les Trois Mousquetaires (The Three Musketeers)

### Meilleure direction artistique

#### En noir et blanc
- Hamlet - Direction artistique : Roger K. Furse - Chef décorateur : Carmen Dillon
  - Johnny Belinda - Direction artistique : Robert Haas - Chef décorateur : William Wallace

#### En couleurs
- Les Chaussons rouges (The Red Shoes) - Direction artistique : Hein Heckroth - Chef décorateur : Arthur Lawson
  - Jeanne d'Arc (Joan of Arc) - Direction artistique : Richard Day - Chefs décorateurs :  Edwin Casey Roberts et Joseph Kish

### Meilleurs costumes

#### En noir et blanc
- Roger K. Furse pour Hamlet
  - Irene pour L'Indomptée (B.F.'s Daughter)

#### En couleurs
- Dorothy Jeakins et Barbara Karinska pour Jeanne d'Arc (Joan of Arc)
  - Edith Head et Gile Steele pour La Valse de l'empereur (The Emperor Waltz)

### Meilleur son
- Thomas T. Moulton (20th Century-Fox Studio Sound Department) pour La Fosse aux serpents (The Snake Pit) 
  - Nathan Levinson (Warner Bros. Studio Sound Department)  pour Johnny Belinda
  - Daniel J. Bloomberg (en) (Republic Studio Sound Department) pour Le Fils du pendu (Moonrise)

### Meilleure musique originale

#### Pour une fiction
- Les Chaussons rouges - Brian Easdale
  - Hamlet - William Walton
  - Jeanne d'Arc - Hugo Friedhofer
  - Johnny Belinda - Max Steiner
  - La Fosse aux serpents - Alfred Newman

#### Pour un film musical
- Parade de printemps - Johnny Green, Roger Edens
  - La Valse de l'empereur - Victor Young
  - Le Pirate - Lennie Hayton
  - Romance à Rio - Ray Heindorf
  - À toi pour la vie - Alfred Newman

### Meilleure chanson
- "Buttons and Bows" de Visage pâle - Jay Livingston et Ray Evans
  - "For Every Man There's a Woman" de Casbah - Harold Arlen et Leo Robin
  - "It's Magic" de Romance à Rio - Jule Styne et Sammy Cahn
  - "This Is the Moment" de La Dame au manteau d'hermine (That Lady in Ermine) - Frederick Hollander et Leo Robin
  - "The Woody Woodpecker Song" de Wet Blanket Policy - Ramey Idriss (en) et George Tibbles (en)

### Meilleur montage
- La Fosse aux serpents - Paul Weatherwax
  - Jeanne d'Arc - Frank Sullivan
  - Johnny Belinda - David Weisbart
  - La Rivière rouge - Christian Nyby
  - Les Chaussons rouges - Reginald Mills

### Meilleurs effets visuels
- Le Portrait de Jennie - Image : Paul Eagler, J. McMillan Johnson, Russell Shearman et Clarence Slifer ; Son : Charles Freeman et James G. Stewart
  - Deep Waters - Image : Ralph Hammeras, Fred Sersen, Edward Snyder ; Son Roger Heman

### Meilleur long métrage documentaire
- Le Pays secret (The Secret Land) – Orville O. Dull
  - Le Petit Noir tranquille (The Quiet One) – Janice Loch

### Meilleur court-métrage

#### Prises de vues réelles une bobine
- Symphony of a City - Edmund H. Reek Production
  - Annie Was a Wonder - Herbert Moulton Production
  - Cinderella Horse - Gordon Hollingshead Production
  - So You Want to Be on the Radio - Gordon Hollingshead Production
  - You Can't Win—Pete Smith Production

#### Prises de vues réelles deux bobines
- Seal Island - Walt Disney Production
  - Calgary Stampede - Gordon Hollingshead Production
  - Going to Blazes - Herbert Morgan Production
  - Samba-Mania - Harry Grey Production
  - Snow Capers - Thomas Mead Production

### Documentaire
- Toward Independence - United States Army
  - Heart to Heart - Herbert Morgan, Producer
  - Operation Vittles - United States Army Air Force

#### Animation
- Le Petit Orphelin (The Little Orphan) - Fred Quimby Production
  - Mickey and the Seal - Walt Disney Production
  - Mouse Wreckers - Edward Selzer Production
  - Robin Hoodlum - United Productions of America
  - Tea for Two Hundred - Walt Disney Production

## Oscars spéciaux

### Oscars d'honneur
- Monsieur Vincent de Maurice Cloche •  France, Oscar d'honneur attribué à au meilleur film étranger projeté aux États-Unis en 1948.

## Films à multiples nominations et récompenses

### Nomination
- 12 nominations
  - Johnny Belinda
- 7 nominations
  - Hamlet
  - La Fosse aux serpents
  - Jeanne d'Arc
- 5 nominations
  - Les Chaussons rouges
  - Tendresse
- 4 nominations
  - Le Trésor de la Sierra Madre
  - Les Anges marqués
- 2 nominations
  - À toi pour la vie
  - La Cité sans voiles
  - La Rivière rouge
  - La Scandaleuse de Berlin
  - Le Portrait de Jennie
  - La Valse de l'empereur
  - Romance à Rio
- 1 nomination
  - Bonne à tout faire
  - Raccrochez, c'est une erreur
  - L'Énigmatique Monsieur Horace
  - Key Largo
  - Louisiana Story
  - Alerte au ranch
  - Les Amours de Carmen
  - Les Trois Mousquetaires
  - L'Indomptée
  - Le Fils du pendu
  - Parade de printemps
  - Le Pirate
  - Visage pâle
  - Casbah
  - La Dame au manteau d'hermine
  - Wet Blanket Policy
  - Deep Waters
  - The Secret Land
  - The Quiet One

### Récompenses
- 4 récompenses
  - Hamlet
- 3 récompenses
  - Le Trésor de la Sierra Madre
- 2 récompenses
  - Les Chaussons rouges
  - La Fosse aux serpents
  - Jeanne d'Arc
- 1 récompense
  - Johnny Belinda
  - Les Anges marqués
  - Key Largo
  - La Cité sans voiles
  - Le Portrait de Jennie
  - Parade de printemps
  - Visage pâle
  - The Secret Land
  - Toward Independence
  - Symphony of a City
  - Seal Island
  - Le Petit Orphelin

### Les Perdants
- Johnny Belinda (1 sur 12)
- Tendresse (0 sur 5)